# 보조과학기술
보조과학기술(補助科學技術, assistive technology)은 장애인이나 노약자처럼 신체 기능의 일부가 본래 기능을 못 하게 되는 경우에 그 기능을 구현하기 위해 적용하는 재활과학기술(rehabilitation technology)의 일종이다. '보조과기(補助科技)'로 줄여 쓸 수 있다. 실제로 중국 등에서는 'technology'를 '科技'라고 한다.

신체 기능이 손상되었을 때 1차적으로 의학적 치료가 가해지게 되고, 이를 통해 회복되지 못하는 부분에 대해 2차적으로 limb prosthesis(의지)나 orthosis를 사용하게 된다. 이를 통해서도 성취하지 못하는 기능은, 3차적으로 '보조과기'를 적용하게 된다.

다리에 마비가 발생했을 때, 치료를 해도 완전히 회복되지 않아서 그대로는 걸을 수 없다면, orthosis를 사용하여 걸을 수 있다. 불완전하더라도 자신의 다리를 그대로 사용하여 본래의 자신처럼 또는 남들처럼 걷는 것은 사회적 자존감 면에서 중요하다. 그러나 이것도 여의치 않을 때는 어쩔 수 없이, 걷는 그 본연의 모양은 포기하고 이동 목적이라도 달성하는 '보조과기'를 적용하게 된다. 예를 들어, '휠체어'는 사람 본연의 걷는 모양과는 거리가 멀지만, 이동이라는 목적은 달성해주는 '보조과기'에 해당한다.

문헌에 따라서는 limb prosthesis나 orthosis도 '보조과기'에 포함시키기도 한다.

#### 오용된 이름: '보조공학'
'technology'를 '공학'으로 잘못 번역한 경우이다. 영한사전에서 'technology'를 '공학'이라고 해설하기도 하나 그럴 수 있는 경우는 매우 제한적이어서 자칫 문제를 일으킬 수 있다.

우선, 'assistive technology'를 '보조공학'이라고 번역하면 용어 일관성을 유지하기 어려워진다. 일부 번역서에서 'assistive technology'를 '보조공학'이라고 하면서 일관성에 의해 'rehabilitation technology'도 '재활공학'이라고 하였는데 정작 'rehabilitation engineering'이 등장하자 '공학'이라고 하지 못하고 '재활엔지니어링'이라고 하는 웃지 못할 왜곡이 발생하기도 한다.

이렇게 잘못 번역한 또다른 예가 '교육공학(educational technology)'이다. 보조과기가 국내에 도입되는 초기에 특수교육과 관련한 '교육공학' 전공자들이 다수 관계하였는데, 이미 'technology'를 '공학'으로 번역한 '교육공학'에 익숙하여 문제의식이 결여되었을 수 있다.

영어권에서 technology와 engineering은 분명히 다른 의미이다. 'engineering technology'라는 용어도 있으므로 'technology'를 '공학'이라고 번역하는 것은 지양해야 한다. 그렇다고 'assistive engineering'이라는 개념도 없으므로 '보조공학'이라는 용어는 불필요하다.

따라서 관련 전문가인 Assistive Technology Practitioner 등의 명칭을 '보조공학사'라고 칭하는 것도 피해야 한다. 이 전문가들은 '보조과기중개인'이지 '공학자'가 아니다. 관련된 공학자는 '재활공학자(rehabilitation engineer, rehabilitation engineering technologist 또는 rehabilitation technology specialist)'이다.

참고로 'financial engineering'과 'financial technology'는 각각 '금융공학'과 '금융기술'로 구분해서 번역하고 있다.

## 같이 보기
- 접근성
- 보완대체 의사소통
- 작업치료
- 동력형 외골격
- 소프트 로보틱스

## 참고 문헌
1. ↑  Cook, Hussey. "Assistive Technologies; Principles and Practice 2nd Ed.". Mosby. ISBN 0-323-00643-4.
2. ↑  권혁철, 정동훈, 공진용. "임상 적용을 위한 재활보조공학". 영문출판사. ISBN 89-7224-099-0.
3. ↑  교육공학
4. ↑  http://stock.mt.co.kr/view/mtview.php?no=2008091811196012840&type=1